# Democracia de mercado
Democracia de Mercado é um termo ilustrativo que denota o funcionamento justo e igualitário do mercado. O mecanismo do “voto” é apresentado por diversos autores como Milton Friedman, Ludwig von Mises , F.A. von Hayek e outros. Democracia de Mercado é a junção da liberdade de escolha com a individualidade.
“Assim, o mercador ou comerciante, movido apenas pelo seu próprio interesse egoísta, é levado por uma mão invisível a promover algo que nunca fez parte do interesse dele: o bem-estar da sociedade". – Adam Smith

## Democracia Política
O sistema político conhecido por Democracia vem desde meados do século VI antes de Cristo e se baseia na premissa de que os cidadãos aptos participem igualmente, diretamente ou por meio de representantes, das decisões que afetam a coletividade. Essa participação se dá por meio do voto e tem diversas implicações. Consequentemente a opção que tiver maior preferência entre os cidadãos será a escolhida. Essa opção pode ser escolha da maioria dos cidadãos (>50%), em caso de haver apenas 2 alternativas ou pode não necessariamente representar a opção de mais de 50% dos votantes. Há ainda a se considerar o direito de omissão, ou seja, o de não votar ou o de entregar o voto em branco como uma pessoa que não tem preferência para a escolha.
Qualquer que seja o arranjo de distribuição dos votos, a menos que haja unanimidade, muitas pessoas se submeterão às consequências da escolha de outras pessoas. Na Democracia política, quando você entra na cabine de votação, quase sempre vota em um pacote e não em artigos específicos.
Sua origem grega: regra ou "kratia", e "demos" que significa povo, pessoas. Ainda se questiona o propósito da Democracia Política pois ela retira a individualidade das pessoas e os inserem sempre em coletividades maiores, não em número de pessoas, mas em abrangência dentro da individualidade, ou seja, cada vez mais intrusivo. A liberdade individual é sucumbida aos desejos da maioria. Platão, ao escrever a República descreve a imoralidade de uma democracia plena, o que mais tarde viria a ser chamado de Ditadura da Maioria. 
Toda a minoria (que pode ser maioria, dependendo da distribuição de votos) assume o custo sobre a decisão de outras pessoas. Este custo pode levar anos ou décadas e pode ser irreversível. A Democracia de Mercado mostra como as consequências das escolhas de cada pessoa seja somente sobre ela.

## Democracia de Mercado
"Quando chamamos uma sociedade capitalista de uma democracia de consumidores, queremos dizer que o poder de dispor dos meios de produção, que pertence aos empresários e capitalistas, só pode ser adquirido por meio da votação dos consumidores, realizada diariamente no mercado. " – Ludwig von Mises

Toda vez que uma pessoa entra no supermercado e escolhe um produto, ela elege aquele produto como a que melhor atende sua necessidade e efetua seu voto ao compra-lo.
No mercado, são os lucros e prejuízos que sinalizam as preferências dos indivíduos e permitem que investimentos sejam feitos naqueles setores nos quais a demanda é mais urgente. Investimentos ruins são deficitários e recebem menos investimentos futuros; investimentos bons sinalizam boas oportunidades de negócios, atraindo mais recursos para aquele fim. 
É também observável as consequências sobre aqueles que não conseguem agradar seus eleitores, os consumidores. Os falíveis CEOs são rapidamente afastados pelo mercado de ações quando não alcança bons resultados com os eleitores/consumidores, ao invés de esperar a morosidade burocrática para o impedimento ou retirada de um político que não agrada aos eleitores. Para as empresas serem lideradas de forma democrática e, se necessário, punidas por seus clientes ou, como disse Mises, por consumidores soberanos em todos os lugares por meio do ostracismo.
As escolhas, acertadas ou não, incorrem consequências apenas sobre que as fez. Se foram erradas, logo terão oportunidade de consertar, se foram acertadas, haverá satisfação. 
Como disse Milton Friedman: “As urnas geram conformidade sem unanimidade; o mercado gera unanimidade sem conformidade. É por essa razão que é desejável usar urnas, tanto quanto possível, somente para aquelas decisões nas quais a conformidade é essencial. ” 